# 塔夫里斯凱 (卡霍夫卡區)
47°19′56″N 34°8′40″E / 47.33222°N 34.14444°E
塔夫里斯凱（烏克蘭語：Таврійське）是位於烏克蘭南部的村莊，由赫爾松州卡霍夫卡區的上羅哈奇克市鎮負責管轄。該村始建於1929年，面積0.2平方公里，海拔高度47米，2001年人口186，人口密度每平方公里930人。